# Morschach
Morschach is een gemeente en plaats in het Zwitserse kanton Schwyz, en maakt deel uit van het district Schwyz.
Morschach telt 1.105 inwoners.